# Combretum bracteosum
Combretum bracteosum,  es una especie de la familia Combretaceae.

## Hábitat
Es un árbol nativo de Sudáfrica. Se encuentra de forma natural a lo largo de la costa de KwaZulu-Natal y el Cabo Oriental donde crece en la arena cerca del mar, favoreciendo las dunas y los bosques ribereños (y sus márgenes). Parece, que, de muy de vez en cuando, se encuentra en el interior del mar, por lo general a baja altura y creciendo en la arena. Su hábitat natural está en general libre de heladas y con una razonablemente alta precipitación anual. 

## Descripción
Suele ser un arbusto o árbol pequeño que se mezcla con la vegetación cercana.  Crece entre 2 y 4 m de altura, aunque si tiene el apoyo de otros árboles, pueden alcanzar hasta 8 m. Se extiende entre los 4 y 5 m de ancho.  Denzil Carr (1988) señaló que el arbusto es denso con multitud de tallos, y los tallos sin ramas que se desprenden de la parte superior de la corona principal. Tienen un aspecto sinuoso y cuando toca otro objeto que pueda ofrecerle apoyo, se enrolla a su alrededor.  Algunos de los tallos están armados con espinas curvas. Las hojas son simples y pueden ser opuestas, alternas o en manojo, dependiendo de dónde se encuentran en la planta, el lado venoso de las hojas no alcanzan el margen (borde)  y el bucle en el lado frontal en el sentido de la misma. Estas son de color verde oscuro, aunque las nuevas hojas pueden tener un tinte violeta. En otoño se colorea de un violeta rojizo.
La floración tiene lugar a finales de la primavera (septiembre, octubre), aunque puede florecer más tarde, las flores son de color naranja brillante y de color rojo, agrupadas en inflorescencias. La floración es abundante y crea una sorprendente pantalla. Las frutas (± 20 mm de diámetro) aparecen entre fines de verano y otoño (diciembre a marzo) y es de color verde, en la maduración de color marrón rojizo, es casi esférica y no tiene alas, aunque puede tener cinco ángulos. Es una verdadera nuez en el sentido de que tiene una cáscara exterior dura.

## Ecología
Combretum bracteosum es una planta de acogida para la mariposa, Coeliades forestan. Tiene una sorprendentemente oruga, muy marcada de color blanco amarillento con marrón oscuro a negro con franjas de color naranja en la cabeza. El adulto es predominantemente de color marrón y blanco con una rayas en el abdomen.

## Taxonomía
Combretum bracteosum fue descrita por (Hochst.)  Engl. & Diels  y publicado en Monographien afrikanischer Pflanzen-Familien und -Gattungen 3: 95. 1899.
Sinonimia
- Poivrea bracteosa Hochst.[3]
- Codonocroton triphyllum E.Mey. ex Engl. & Diels	[4]